# Christian Ramann

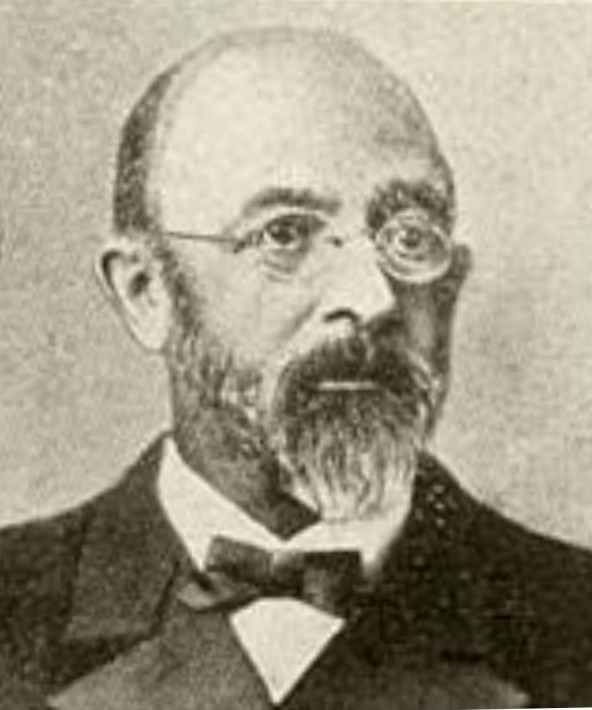
Christian Ramann

Christian Wilhelm Justus Ramann (Mainstockheim (Beieren) – 7 februari 1831 - Amsterdam 28 januari 1907) was een Duitse handelaar, reder en mede-oprichter van de Koninklijke Nederlandse Stoomboot-Maatschappij (KNSM).  Hij groeide op in de Hamburgse voorstad Harburg. Na het overlijden van zijn eerste vrouw hertrouwde hij met Rebecca da Costa, dochter van de Amsterdamse dichter Isaäc da Costa. 

## KNSM
Ramann was in Duitsland koffiehandelaar en had vele zakelijke contacten met collega’s in Amsterdam. Zijn in 1854 met de Duitser Müller opgerichte firma Harburger Stoomvaart Mij. voer van Amsterdam op Hamburg en Kopenhagen.  Het statutaire doel van deze rederij was 'de bevordering van de vaart door middel van stoomboten'. Na het faillissement werd deze rederij overgenomen door de Amsterdamsche Stoombootmaatschappij. 
In 1856 richtte Ramann samen met C.A. von Hemert en kamerlid M.H. Insinger de Koninklijke Nederlandse Stoomboot-Maatschappij (KNSM) op. In 1863 exploiteerde het bedrijf elf schepen. De KNSM voer in het begin van haar bestaan op de Oostzee, Kopenhagen, Sint Sint Petersburg, Duitse havens langs de Rijn en Main en Franse havens aan de Middellandse Zee. In 1875 nam de maatschappij een groot belang in de net opgerichte maatschappij Zeeland, die toen een vaart van Vlissingen op Queenborough opende. Na een moeizame start ging het vanaf 1876 beter, doordat het nieuw gegraven Noordzeekanaal een betere toegang tot Amsterdam gaf. In 1879 werden twee schepen, die met het oog op de Amerikaanse vaart gebouwd waren, met groot verlies verkocht.
's Zomers verbleef Ramann in Baarn, waar hij goede contacten onderhield met prins Hendrik de Zeevaarder, de derde zoon van koning Willem II, die bij transacties vaak voor de financiële middelen zorgde. In 1903 trok Ramann zich uit de directie terug.

## Maatschappelijke inzet
Ramann werd onderscheiden met het ridderkruis van de Nederlandse Leeuw.
Hij was medeoprichter van de Amsterdamsche omnibusmaatschappij, die de tramwegen in Amsterdam exploiteerde en die hij later aan de stad overdroeg. Verder was hij commissaris van de Amstel-Rijn-Main-stoombootmaatschappij en van het Amsterdamsch westelijk entrepôt.
Vele artistieke initiatieven in de muziek- en toneelwereld mochten op belangstelling van de familie Ramann rekenen. In Amsterdam was Ramann lid van de raad van bijstand van de Vereeniging tot beoefening van vocale en dramatische kunst. Hij stierf in 1907 en werd begraven op de Oude begraafplaats aan de Berkenweg in Baarn.
- Biografisch Portaal: 49467746